# Rókavércse
A rókavércse (Falco alopex) a madarak osztályának sólyomalakúak (Falconiformes) rendjéhez, azon belül a sólyomfélék (Falconidae) családjához tartozó faj.

## Rendszerezése
A fajt Theodor von Heuglin német utazó és ornitológus írta le 1861-ben, a Tinnunculus nembe Tinnunculus alopex néven.

## Előfordulása
Afrika középső részén, Benin, Burkina Faso, Csád, Elefántcsontpart Eritrea, Etiópia, Ghána, Guinea, Kamerun, Kenya, a Kongói Demokratikus Köztársaság, a Közép-afrikai Köztársaság, Libéria, Mali, Mauritánia, Niger, Nigéria, Szenegál, Sierra Leone, Szudán, Tanzánia, Togo és Uganda területén honos. Kóborlásai során eljut Dzsibutiba, és Gambiába is.
Természetes élőhelyei a mérsékelt övi, szubtrópusi és trópusi száraz szavannák és sivatagok, sziklás környezetben. Állandó, nem vonul faj.

## Megjelenése
Testhossza 39 centiméter, szárnyfesztávolsága 76–88 centiméter, testtömege pedig 250–300 gramm.

## Életmódja
Nagyobb rovarokkal, kisebb emlősökkel, gyíkokkal és madarakkal táplálkozik.

## Természetvédelmi helyzete
Az elterjedési területe rendkívül nagy, egyedszáma 670-6700 példány közötti viszont stabil. A Természetvédelmi Világszövetség Vörös listáján nem fenyegetett fajként szerepel.